# Carbonear–Trinity–Bay de Verde
Circonscription électorale provinciale du Canada
Carbonear–Trinity–Bay de Verde est une circonscription électorale provinciale de la Chambre d'assemblée de la province canadienne de Terre-Neuve-et-Labrador.

## Liste des députés
| Carbonear–Trinity–Bay de Verde |                    |         |                |             |
| Député                         | Député             | Parti   | Mandat         | Législature |
|                                | Steve Crocker (en) | Libéral | 2015 - 2019    | 48e         |
|                                | Steve Crocker (en) | Libéral | 2019 - 2021    | 49e         |
|                                | Steve Crocker (en) | Libéral | 2021 - présent | 50e         |